# کامرانو
کامرانو (به ایتالیایی: Camerano) یک کومونه در ایتالیا است که در استان آنکونا واقع شده‌است.

## خصوصیات
کامرانو ۱۹٫۸ کیلومترمربع مساحت و ۷٬۲۰۷ نفر جمعیت دارد و ۲۳۱ متر بالاتر از سطح دریا واقع شده‌است.